# Giornate Antropologiche

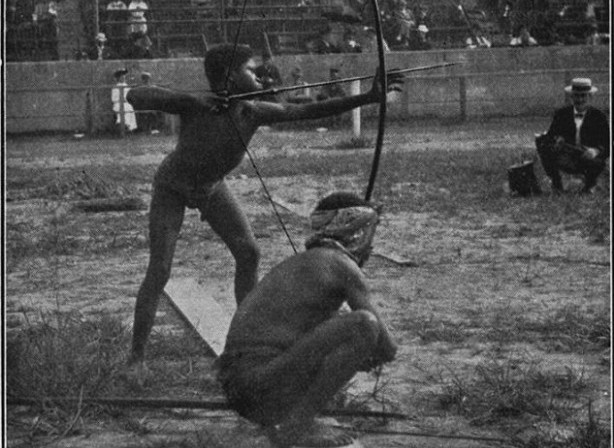
Una gara di tiro con l'arco durante una Giornata Antropologica

Le Giornate Antropologiche, o Special Olympics, furono una manifestazione organizzata congiuntamente dal dipartimento di antropologia e dal dipartimento di cultura fisica dell'Esposizione internazionale della Luisiana, svoltasi a Saint Louis, negli Stati Uniti, consistente in una serie di competizioni olimpiche che opponevano l'uno contro l'altro gruppi di persone di etnie considerate "primitive" sia in specialità civilizzate che in competizioni selvagge.
Le Giornate, chiamate dalla stampa dell'epoca anche Giochi Tribali, si svolsero tra il 12 e il 13 agosto 1904 a Saint Louis, nel sito dell'Esposizione. Questa celebrava il centennale dell'acquisizione del territorio della Louisiana, precedentemente francese, da parte degli Stati Uniti.

## La progettazione
Le due personalità che segnarono le Giornate Antropologiche furono William McGee, a capo del dipartimento di antropologia, e quella di James Edward Sullivan, a capo del dipartimento di cultura fisica.
McGee teneva particolarmente alla relazione tra i due dipartimenti, e per questo intendeva dare il via al più esaustivo paragone antropometrico di tipi umani mai condotto. Il dipartimento di antropologia aveva a questo scopo allestito un laboratorio in grado di impiegare le più avanzate tecnologie per misurare la variabilità umana. Oltre alle misure tradizionali (peso, altezza, forma del cranio, colore della pelle, ...), gli antropologi annunciarono che avrebbero preso in considerazione anche abilità fisiche come la forza e la resistenza. Lo studio avrebbe rivelato il valore fisico delle differenti razze umane.
Lo studio fu fortemente influenzato dalla componente filosofica del darwinismo sociale, che considerava lo sviluppo del corpo umano come una componente importante del progresso. Gli organizzatori dell'Esposizione internazionale volevano dunque dimostrare la superiorità della cultura statunitense mostrandone la superiorità fisica. Queste erano le idee espresse dal dipartimento di cultura fisica, sotto la guida di J. E. Sullivan. La glorificazione del sano corpo maschile sarebbe chiaramente avvenuta durante quella che Sullivan riteneva la più esaustiva esposizione della cultura fisica mai organizzata, le Olimpiadi.
Sullivan considerava le competizioni atletiche un luogo privilegiato per mettere alla prova le teorie sulla forma fisica e sui benefici dell'esercizio. Per questo motivo, durante l'Esposizione cercò di identificare i tipi di esercizi e di farmaci che aumentavano le prestazioni, sottoponendo tutti gli atleti a esami antropometrici specifici.
Pierre de Coubertin, presidente del Comitato Olimpico Internazionale, non presenziò alle Olimpiadi di Saint Louis del 1904, probabilmente come atteggiamento di protesta nei confronti dell'organizzazione delle giornate antropologiche. La sua critica verso la manifestazione fu piuttosto aspra, scrivendo “Solo negli Stati Uniti avrebbero osato mettere una cosa simile nel programma olimpico. Ma agli americani tutto è permesso”. Per de Coubertin i Giochi olimpici erano simbolo della "missione civilizzatrice dell'atletica": solo gli sport occidentali erano considerabili attività civili mentre i giochi popolari e gli sport indigeni non potevano essere niente più che divertimento. I commenti di de Coubertin sono stati variamente interpretati, espressione di preoccupazione tanto quanto di razzismo, in entrambi i casi testimoniano il legame che si andava formando nell'opinione pubblica dell'epoca, sotto la spinta dell'antropometria, tra abilità sportiva e predisposizione razziale.
In ogni caso, l'organizzazione statunitense (liberata dall'influenza di de Coubertin, che aveva profondamente condizionato le precedenti edizioni europee) promosse i Giochi della III Olimpiade come una festa panamericana volta a magnificare l'espansionismo verso ovest e a pubblicizzare lo sforzo di assimilazione nei confronti di immigrati e indigeni.

## Perché a Saint Louis
Nel periodo dell'Esposizione universale di Saint Louis l'antropologia era una disciplina agli inizi, che tentava di conquistarsi un posto nell'accademia attraverso il riconoscimento del suo status scientifico. Per McGee l'Esposizione era il posto perfetto per dimostrare che l'antropologia era la più importante scienza mai concettualizzata, sotto la quale tutte le altre si sarebbero riunite. Le Giornate Antropologiche furono progettate proprio per mostrare che l'antropologia era in grado di fornire la chiave per la comprensione dei nativi e della loro posizione nel mondo moderno, spiegando al tempo stesso quanto la razza influenzi gli aspetti della vita, inclusa l'abilità atletica. Del resto fin dall'edizione di Parigi del 1889 gli zoo umani erano stati un cardine delle esposizioni universali e fornivano dimostrazione delle nozioni antropologiche di "razza", "progresso" e "civilizzazione".
A ciò si aggiunga che, nel pensiero europeo, l'idea dell'atleta naturale e quella dell'uomo primitivo erano già da tempo in relazione. Nella scala evolutiva del darwinismo sociale gli "atleti naturali" erano infatti associati al primo stadio di sviluppo, vicino all'esistenza animale, per questo motivo essi erano ritenuti capaci di competere ad alto livello in discipline non incontrate in precedenza e per le quali non avevano ricevuto allenamento.
Eventi di confronto e misurazione tra "atleti culturali" e "atleti naturali" non erano affatto nuovi alla scena sportiva, ma quello che distingue le giornate antropologiche dagli eventi precedenti fu la dichiarazione (più volte ribadita dagli organizzatori) di scientificità delle misurazioni.
Dalla riproposizione dei Giochi olimpici nel 1896 ad Atene, gli Stati Uniti avevano inoltre usato le competizioni atletiche per misurare la forza della nazione e il suo valore: le prime olimpiadi sul territorio statunitense avrebbero senza dubbio fornito nuove opportunità di affermare il valore della nazione americana rispetto agli avversari.

## Organizzazione
Le esibizioni erano progettate per illustrare l'evoluzione dell'uomo dallo stato "selvaggio", attraverso la "barbarie", alla "civiltà", così come delineata nella tassonomia di Lewis Henry Morgan.
Nessuno dei nativi che parteciparono aveva esperienza negli sport olimpici, né aveva idea di cosa ci si aspettasse da loro. Questo avvenne per due motivi principali, oltre a quelli già citati: per dirigere e organizzare l'evento fu scelto Stephen C. Simms, che però ricevette l'incarico con una sola settimana di anticipo; per il comitato olimpico la valenza collaterale delle giornate era di pubblicizzare l'evento olimpico ufficiale, e le stranezze derivanti da una scarsa preparazione non interferivano con questo scopo.
All'arbitraggio fu assegnato il dottor Luther H. Gulick, figlio di un missionario protestante, ritenuto la maggiore autorità nazionale in materia di educazione fisica.

## Svolgimento
Vestiti in costumi indigeni e divisi in squadre secondo affinità etnica e stesso livello di sviluppo secondo la scala di Morgan, gli atleti aborigeni competevano in gare di atletica leggera e sport di presunta matrice indigena. La gara fu modellata secondo il protocollo olimpico, per questo motivo i partecipanti non vennero remunerati, e per questo molti nativi rifiutarono di prendervi parte. Le istruzioni vennero date ai partecipanti solo in inglese e poco prima di ogni evento, senza che fosse data possibilità di esercitarsi.
Lo Spalding's Official Athletic Almanac riporta un resoconto delle giornate, così suddivise: il primo giorno (11 agosto) le varie tribù gareggiarono tra di loro nelle diverse specialità selezionate, il secondo giorno (12 agosto) ci furono le finali tra coloro che erano risultati primi e secondi durante la giornata d'apertura.

## Esiti
| Gara                                    | Vincitore                                                    | Secondo posto                                        | Terzo posto                                             | Quarto posto                                       |
| --------------------------------------- | ------------------------------------------------------------ | ---------------------------------------------------- | ------------------------------------------------------- | -------------------------------------------------- |
| Corsa: 100 iarde                        | George Mentz, Sioux (11"8)                                   | Artukero, Cocopa (13")                               | Bonifacio, Teleuche (13"6)                              | Shamba, Mbuti (14"6)                               |
| Corsa: 100 metri                        | George Mentz, Sioux (11")                                    | Samdude, Lanal                                       | Frank Moore, Pawnee                                     |                                                    |
| Corsa: 440 iarde                        | George Rye, Cherokee (63")                                   | Yousuf Hana, Syrian (1'6")                           | Artukero, Cocopa (1'6")                                 | Kondola, Afrikan (1'10")                           |
| Corsa: 120 iarde a ostacoli             | George Mentz, Sioux                                          | Tom Moore, Pawnee                                    | Poitre, Chippewa                                        | Samdude, Lanal Moro                                |
| Corsa: un miglio                        | Black White-bear, Crow (5'38")                               | Yousuf Hana, Syrian                                  | Len Tau, Tswana                                         |                                                    |
| Corsa: salto in lungo                   | George Mentz, Sioux (17 piedi [5,18 m])                      | Frank Moore, Pawnee (15 piedi 6 pollici [4,72 m])    | Poitre, Chippewa (15 piedi 3 pollici [4,65 m])          | Mande Cochero, Samal (15 piedi [4,57 m])           |
| Lancio del peso                         | William Dietz, Rosebud Sioux (33 piedi 10 pollici [10,31 m]) | Poitre, Chippewa (33 piedi 10 pollici [10,31 m])     | Black White-bear, Crow (32 piedi 10 pollici [10,01 m])  | Casimiro, Tehuelche (30 piedi 15 pollici [9,53 m]) |
| Lancio di palla da baseball: distanza   | Poitre, Chippewa (266 piedi [81,1 m])                        | W. Dietz, Sioux (260 piedi [79,2 m])                 | De Poe, River Rock (251 piedi [76,5 m])                 | George Mentz, Sioux (239 piedi [72,8 m])           |
| Lancio di palla da baseball: precisione | Chief Guechico, Tehuelche                                    | Tom Moore, Pawnee                                    |                                                         |                                                    |
| Getto del peso con maniglia             | George Mentz, Sioux (15 piedi 11 pollici [4,85 m])           | Black White-bear, Crow (15 piedi 9 pollici [4,80 m]) | De Poe, Rock River Lakota (14 piedi 6 pollici [4,42 m]) | Frank Moore, Pawnee (14 piedi 6 pollici [4,42 m])  |
| Salto in alto con rincorsa              | George Mentz, Sioux (47 piedi 7 pollici [14,50 m])           | Black White-bear, Crow                               | Poitre, Chippewa                                        |                                                    |
| Tiro con l'arco                         | Skik, Cocopa                                                 | Sangea, Ainu                                         | Shamba, Mbuti                                           |                                                    |
| Tiro alla fune                          | Tehuelche                                                    | Asians                                               |                                                         |                                                    |
| Arrampicata sul palo: 50 piedi          | Basilio, Igorot (20")                                        | Bomashubba, African (39")                            | Sayas, Negrito (42")                                    | Timon, Moro (52")                                  |
| Lancio di bolas                         | Colojo, Tehuelche                                            | Bonifacio, Tehuelche                                 | Casimiro, Tehuelche                                     |                                                    |
| Giavellotto                             | Teman, Lanal                                                 | Shamba, Mbuti                                        | Kutoroze, Ainu                                          |                                                    |

Alcuni risultati furono tutt'altro che trascurabili. Un esempio notevole fu la gara di arrampicata sul palo, nella quale tutti i partecipanti batterono il record statunitense di più di 10 secondi. Il fatto non è espressamente riportato dall'Almanacco ufficiale dei giochi, redatto da Sullivan, che sembra in questa occasione non operare la generalizzazione operata su tutte le altre prestazioni, considerate disprezzabili e deludenti.

## La gara di settembre
Gli esiti delle competizioni si mostravano difficilmente interpretabili a causa delle modalità con cui la gara fu portata avanti e, per questo, diverse furono le reazioni delle due anime dell'organizzazione. Se per Sullivan i dati erano sufficienti per dimostrare le teorie sulla superiorità caucasica e americana, nonché avvalorare l'utilizzo dello sport come mezzo per la formazione fisica e cognitiva dei giovani, il paragone atletico tra le razze era stato fallimentare e McGee non aveva visto realizzato il suo proposito di affermazione del valore scientifico dell'antropologia. McGee decise allora di organizzare una seconda competizione a settembre, perché fosse data al pubblico l'opportunità di vedere il meglio delle tribù primitive affrontarsi in giochi moderni e indigeni di forza, resistenza e abilità.
Le gare di agosto si erano svolte senza preparazione atletica alcuna per i partecipanti e questo, agli occhi di McGee, aveva sicuramente prodotto lo scarso risultato. Nonostante la mancata collaborazione di Sullivan, McGee decise di far allenare i gruppi sotto la direzione di Simms, ma senza una preparazione atletica professionale. L'evento, nominato "incontro antropologico" poiché Sullivan non permise l'uso delle espressioni "Olimpiadi speciali" o "Giornate Antropologiche", ebbe un discreto successo: il pubblico raggiunse le 30 000 unità, di cui circa 3 000 pagarono per avere un posto a sedere.
I racconti di “cosa i neri siano capaci di fare con dell'allenamento” ebbero buona risonanza sulla stampa dell'epoca.

## Conseguenze
Gli storici delle Olimpiadi, a partire dalle dichiarazioni di de Coubertin, si sono costantemente riferiti alle Giornate antropologiche in particolare e ai Giochi olimpici di Saint Louis in generale come al punto più basso del moderno spettacolo olimpico.
Le Giornate antropologiche fecero parte del continuo sforzo da parte degli Stati Uniti di americanizzare il movimento olimpico: le Olimpiadi del 1904 (le prime nelle quali gareggiarono ufficialmente anche neri e nativi) furono infatti usate per pubblicizzare l'eccezionalità americana e per giustificare l'espansionismo.
In quanto esempio negativo, i giochi di Saint Louis aiutarono a modernizzare in molti modi lo standard delle successive edizioni delle Olimpiadi. Divenne infatti chiaro che esse avrebbero dovuto affrancarsi dalle esposizioni universali e il "modello europeo" di organizzazione divenne l'unico accettato.
Sul piano della storia dell'antropologia le giornate costituiscono un grande e fallimentare esperimento di fusione tra antropologia fisica e culturale.